# Frederic al III-lea al Germaniei
Frederic al III-lea (în germană Friedrich III.; n. 18 octombrie 1831, Brandenburger Vorstadt⁠(d), Regatul Prusiei, Imperiul German – d. 15 iunie 1888, Brandenburger Vorstadt⁠(d), Regatul Prusiei, Imperiul German) a fost împărat german și rege al Prusiei pentru 99 de zile în 1888. Cunoscut în familie ca Fritz, a fost singurul fiu al împăratului Wilhelm I al Germaniei.

## Biografie

### Tinerețe și educație

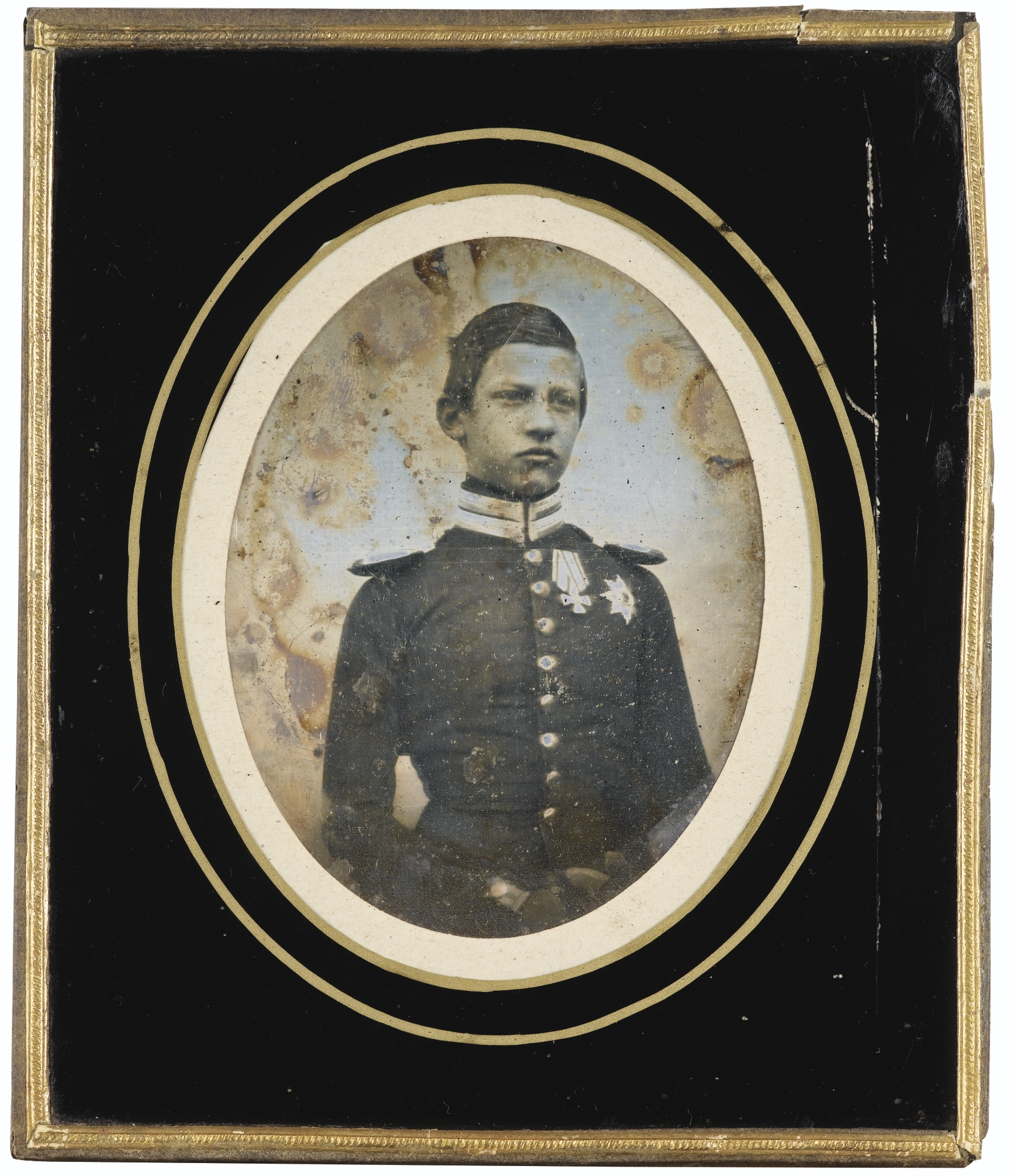
Frederic Wilhelm, ca. 1841

Frederic Wilhelm s-a născut la Palatul Nou din Potsdam, în Prusia, la 18 octombrie 1831. A fost descendent al Casei de Hohenzollern, conducători ai Prusiei, cel mai puternic stat german. Tatăl lui Frederic, Wilhelm I al Germaniei, era fratele mai mic al regelui Frederic Wilhelm al IV-lea și fusese crescut în tradiția militară  a Hohenzollernilor, într-o disciplină strictă. Wilhelm se îndrăgostise de verișoara sa, Elizabeta Radziwill, prințesă a nobilimii poloneze, dar părinții lui au considerat că statutul acesteia nu era potrivit pentru soția prințului Prusiei, forțând căsătoria cu o pereche mai potrivită . Soția aleasă, Augusta de Saxa-Weimar, fusese crescută într-o atmosferă intelectuală și artistică la Weimar, zonă unde populația avea participare mai mare la conducere și puterea aristocrației era limitată printr-o constituție. Augusta era bine cunoscută în Europa pentru punctele ei de vedere liberale. Cuplul nu a avut o relație fericită, din cauza diferențelor de opinie, Frederic crescând într-un cămin cu probleme, lăsându-i amintiri despre o copilarie singură. Frederic Wilhelm avut o soră, Louise (mai târziu Mare Ducesă de Baden) care era cu opt ani mai mică decât el și cu care a rămas în relații foarte apropiate.
Frederic crescuse într-o perioadă politică tumultuoasă, ca urmare a liberalismului, care a căpătat popularitate și sprijin entuziast de-a lungul anilor 1840 în Germania. Liberalii căutau o Germanie unificată și erau monarhiști constituționali, dorind o constituție care să asigure egalitatea cetățenilor în fața legii, protecția proprietății și a drepturilor civile de bază ; doreau un guvern condus pe baza reprezentare populară. Când Frederic avea 17 ani, aceste sentimente naționaliste și liberale au declanșat o serie de proteste politice în Germania și alte zone ale  Europei. În Germania, rolul lor era să protejeze libertățile precum dreptul la asociere și libertatea presei și să creeze un parlament German plus o constituție. Deși protestele nu au adus schimbări de durată, ideile liberale au rămas o forță influentă în politica germană de-a lungul vieții lui Frederic.
În ciuda accentului pus de familia Hohenzollern pe educația militară tradițională, Augusta a insistat ca fiul ei să primească și o educație clasică. În consecință, Frederic a fost riguros meditat atât în tradițiile militare cât și [în artele liberale]. Era un elev talentat, în special bun la limbi străine, vorbind fluent engleză, franceză și studiind latina. A studiat, de asemenea istoria, geografia, fizica, muzica, religia și excela la gimnastică; precum era cerut unui prinț prusac, a devenit un bun călăreț. Prinții de Hohenzollern erau familiarizați cu tradițiile militare încă de la o vârstă fragedă; Frederic avea zece ani când a fost înaintat în gradul de locotenent secund în Primul Regiment de Infanterie al Gărzilor și investit cu Ordinul Vulturul Negru. Crescând, s-a așteptat ca el să se implice activ în afacerile militare, dar la vârsta de 18 ani a renunțat la tradițiile familiei lui și a mers la universitatea din Bonn. Timpul petrecut la universitate, împreună cu influența membrilor de familie mai puțin conservatori au contribuit la îmbrățișarea idealurilor sale liberale.

### Căsătorie și familie

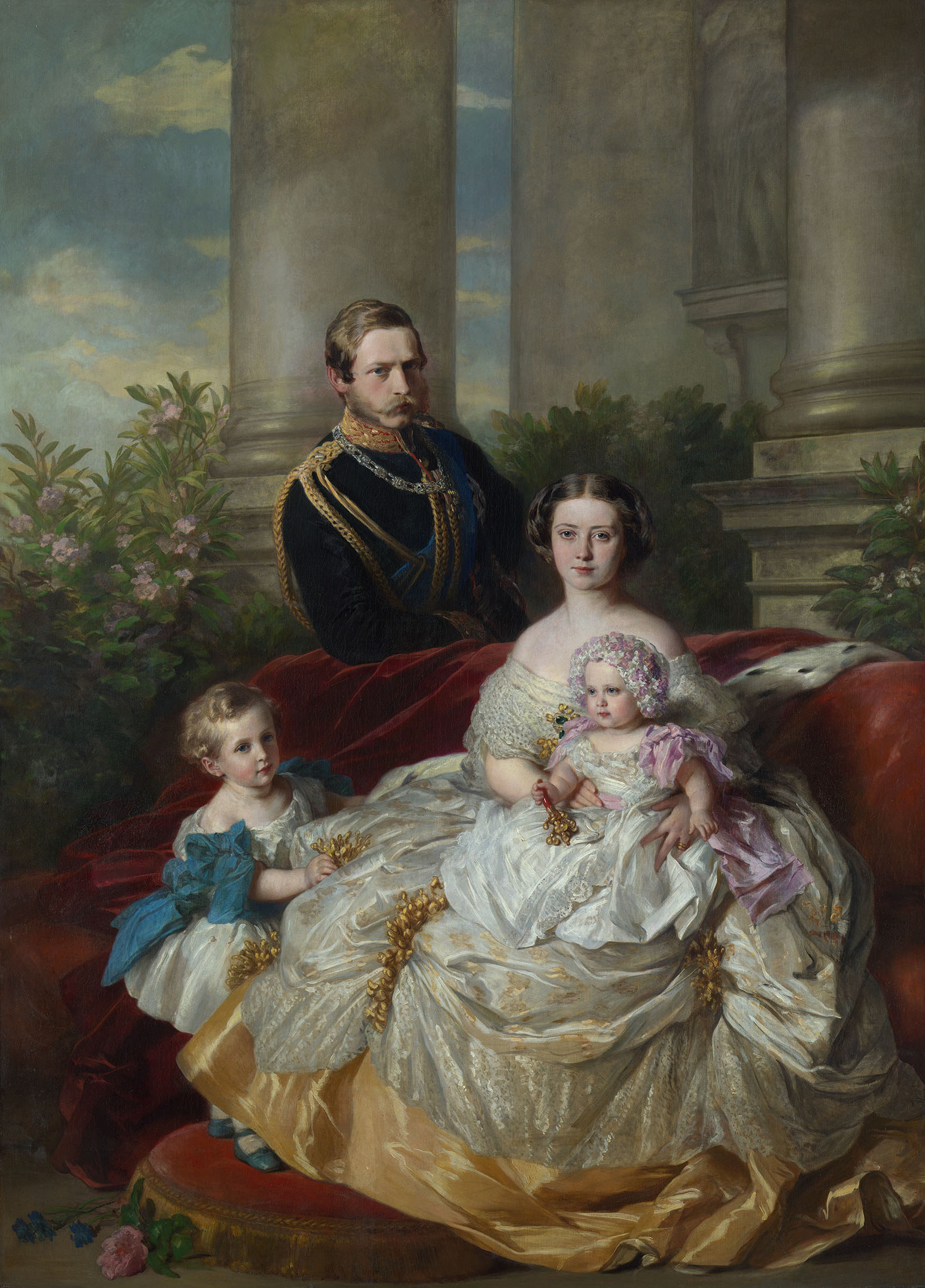
Frederic, Vicky, și copiii lor în 1862. Pictură de Franz Xaver Winterhalter.

În secolul al XIX-lea căsătoriile regale erau aranjate pentru a asigura alianțe și pentru a menține legături de sânge în rândul națiunilor europene dominante. Încă din 1851, regina Victoria a Marii Britanii și soțul ei, Prințul Albert, au făcut planuri pentru ca fiica lor cea mare, Victoria, Prințesă Regală a Marii Britanii să se căsătorească cu Frederic. Dinastia regală a Marii Britanii era predominant germană; exista puțin sânge britanic în regina Victoria și nici un pic în soțul ei. Monarhii doreau să mențină legăturile de sânge în Germania și Prințul Albert mai spera că mariajul ar conduce la liberalizarea și modernizarea Prusiei.
Regele Leopold I al Belgiei, unchi al monarhilor britanici, a favorizat, de asemenea, această asociere. Tatăl lui Frederic, Prințul Wilhelm, nu era interesat de acest aranjament și spera ca noră o Mare Ducesă a Rusiei. Prințesa Augusta era în favoarea unui partide care ar apropia familia imperială de Marea Britanie.
Logodna tânărului cuplu a fost anunțată în aprilie 1856  iar căsătoria a avut loc la 25 ianuarie 1858 la Palatul St. James din Londra. Pentru a marca acest eveniment, Frederic a fost promovat la gradul de general maior în armata prusacă. Mariajul a fost fericit ; Victoria primise o educație liberală și avea aceleași puncte de vedere ca ale soțului ei. Cuplul a avut opt copii: Wilhelm în 1859, Charlotte în 1860, Henric în 1862, Sigismund în 1864, Victoria în 1866, Waldemar în 1868, Sofia în 1870 și Margareta în 1872. Sigismund a murit la vârsta de doi ani, Waldemar la vârsta de 11, iar fiul lor cel mare, Wilhelm, a suferit de probleme la un braț.
Wilhelm, care a devenit împărat după decesul lui Frederic, nu împărtășea ideile liberale ale părinților săi; mama sa vedea în el „un prusac complet”. Această diferență de ideologie a creat o prăpastie între Wilhelm și părinții săi.

## Viața politică

### Prinț moștenitor

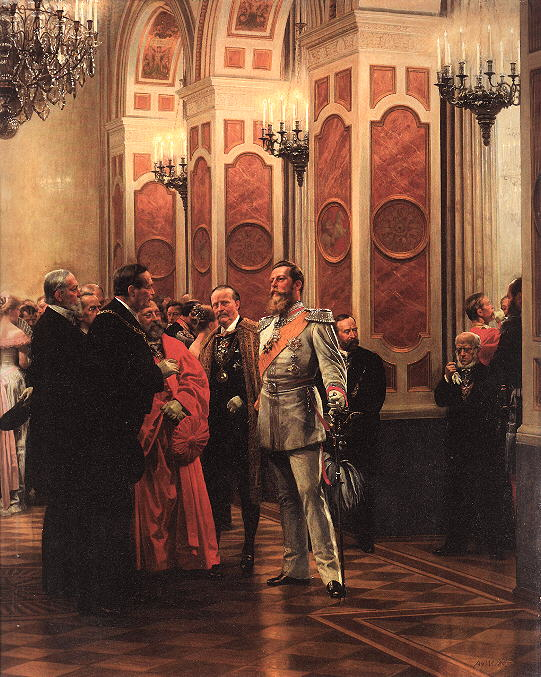
Wilhelm îi permite lui Frederic câteva îndatoriri oficiale, cum ar fi participarea la baluri și conversații cu demnitari.

Când tatăl lui a accedat pe tronul Prusiei ca regele Wilhelm I la 2 ianuarie 1861, Frederic a devenit Prinț moștenitor. Avea 29 de ani și va fi Prinț moștenitor pentru următorii 27 de ani. Inițial, noul rege a fost considerat neutru din punct de vedere politic; Frederic și elementele liberale au anunțat începerea unei noi ere liberale. Numărul liberalilor în Dieta prusacă a crescut foarte mult însă curând Wilhelm a arătat că preferă calea conservatoare.
Pentru că Wilhelm a fost un soldat dogmatic, puțin probabil să-și schimbe ideile la vârsta de șaizeci și patru de ani , se certa necontenit cu Dieta asupra atitudinilor politice de urmat. În septembrie 1862, un astfel de dezacord a dus aproape la încoronarea lui Frederic ca rege în locul tatălui său; Wilhelm a amenințat să abdice atunci când Dieta a refuzat să finanțeze planurile sale pentru reorganizarea armatei. Frederic a fost îngrozit de această acțiune și a spus că o abandonare „va constitui o amenințare pentru dinastie, țară și coroană” . În cele din urmă, Wilhelm l-a numit pe Otto von Bismarck ca prim-ministru al Prusiei. Numirea lui Bismarck, un om politic  autoritar care de multe ori a ignorat sau respins Dieta, l-a determinat pe Frederic să aibă o relație tensionată cu tatăl său și a dus la excluderea sa din politica de stat pentru restul domniei lui Wilhelm. Frederic a insistat pentru unificarea Germaniei prin mijloace liberale și pașnice dar politica lui Bismarcke „de sânge și fier” a prevalat .
Pentru că tatăl său i-a reproșat în mod sever ideile liberale, Frederic a petrecut o bună bucată de vreme în Marea Britanie unde regina Victoria îi permitea frecvent s-o reprezinte la ceremonii și reuniuni.
Frederic a luptat în războaie împotriva Danemarcei, Austriei și Franței. Deși el s-a opus unor acțiuni militare de fiecare dată, o dată început războiul el a sprijinit militar Prusia din toată inima. Frederic a experimentat prima sa luptă în cel de-al doilea război Schleswig. Numit să supravegheze comandamentul german suprem, prințul moștenitor a reușit cu tact să medieze disputa între mareșalul Wrangel și alți ofițeri. Prusacii și aliații lor austrieci i-au învins pe danezi și au cucerit partea de sud a Iutlandei.

## Copii
Victoria și Frederic au avut opt copii:
| Imagine | Nume                           | Naștere            | Decesh            | Note |
| ------- | ------------------------------ | ------------------ | ----------------- | --- |
|         | Wilhelm al II-lea al Germaniei | 27 ianuarie 1859   | 4 iunie 1941      | căsătorit (1), 27 februarie 1881, Prințesa Auguste Viktoria de Schleswig-Holstein; au avut copii (2), 9 noiembrie 1922, Prințesa Hermine Reuss de Greiz, fără copii |
|         | Prințesa Charlotte             | 24 iulie 1860      | 1 octombrie 1919  | căsătorită, 18 februarie 1878, cu Bernhard III, Duce de Saxe-Meiningen; au avut copii                                                                               |
|         | Prințul Heinrich               | 14 august 1862     | 20 aprilie 1929   | căsătorit, 24 mai 1888, cu verișoara sa primară Prințesa Irene de Hesse și de Rin; au avut probleme                                                                 |
|         | Prințul Sigismund              | 15 septembrie 1864 | 18 iunie 1866     | a murit de meningită la 21 de luni. Primul nepot al reginei Victoria care moare.                                                                                    |
|         | Prințesa Victoria              | 12 aprilie 1866    | 13 noiembrie 1929 | căsătorit (1), 19 noiembrie 1890, Prințul Adolf de Schaumburg-Lippe; el a murit în 1916; fără copii (2), 19 noiembrie 1927, Alexander Zoubkov; fără copii           |
|         | Prințul Waldemar               | 10 februarie 1868  | 27 martie 1879    | a murit de difterie la vârsta de 11 ani |
|         | Prințesa Sofia                 | 14 iunie 1870      | 13 ianuarie 1932  | căsătorită, 27 octombrie 1889, Constantin I al Greciei; au avut copii                                                                                               |
|         | Prințesa Margareta             | 22 aprilie 1872    | 22 ianuarie 1954  | căsătorită, 25 ianuarie 1893, Prințul Frederic Carol de Hesse; au avut copii                                                                                        |